# Andy Brennan
Andrew Andy Brennan (Hobart, 1 de abril de 1993) es un futbolista profesional australiano que juega como extremo y delantero en el Green Gully. 
En mayo de 2019, Brennan anunció públicamente que es gay, convirtiéndose en el primer futbolista profesional masculino australiano abiertamente homosexual. 

## Carrera del club

### Newcastle Jets
Brennan se unió a los Newcastle Jets el 29 de abril de 2015 del South Melbourne FC en la Premier National League, firmando un contrato de dos años. Debido principalmente a problemas de lesiones se vio obligado a esperar hasta el 26 de marzo de 2016 para hacer su debut en la Liga A contra Perth Glory, reemplazando a Mitch Cooper en la derrota por 2-1. Brennan realizó un total de tres apariciones en su primera temporada de A-League, todas desde el banquillo de suplentes. 
El 19 de enero de 2017, se anunció que Brennan había dejado a los Jets de mutuo acuerdo. Hizo un total de 5 apariciones en la liga A durante el periodo que pasó con los Jets.
En noviembre de 2018, firmó con el equipo  Green Gully de la NPL Victoria League.

## Vida personal
En una entrevista con el Herald Sun, Brennan anunció que era gay. Anteriormente había salido con mujeres, pero no había estado seguro de su sexualidad durante años, afirmando que había sido una "carga mental". Brennan es el primer futbolista masculino australiano en declararse abiertamente gay, y uno de los pocos jugadores abiertamente homosexuales que juegan en la liga profesional.